# Додинастический период

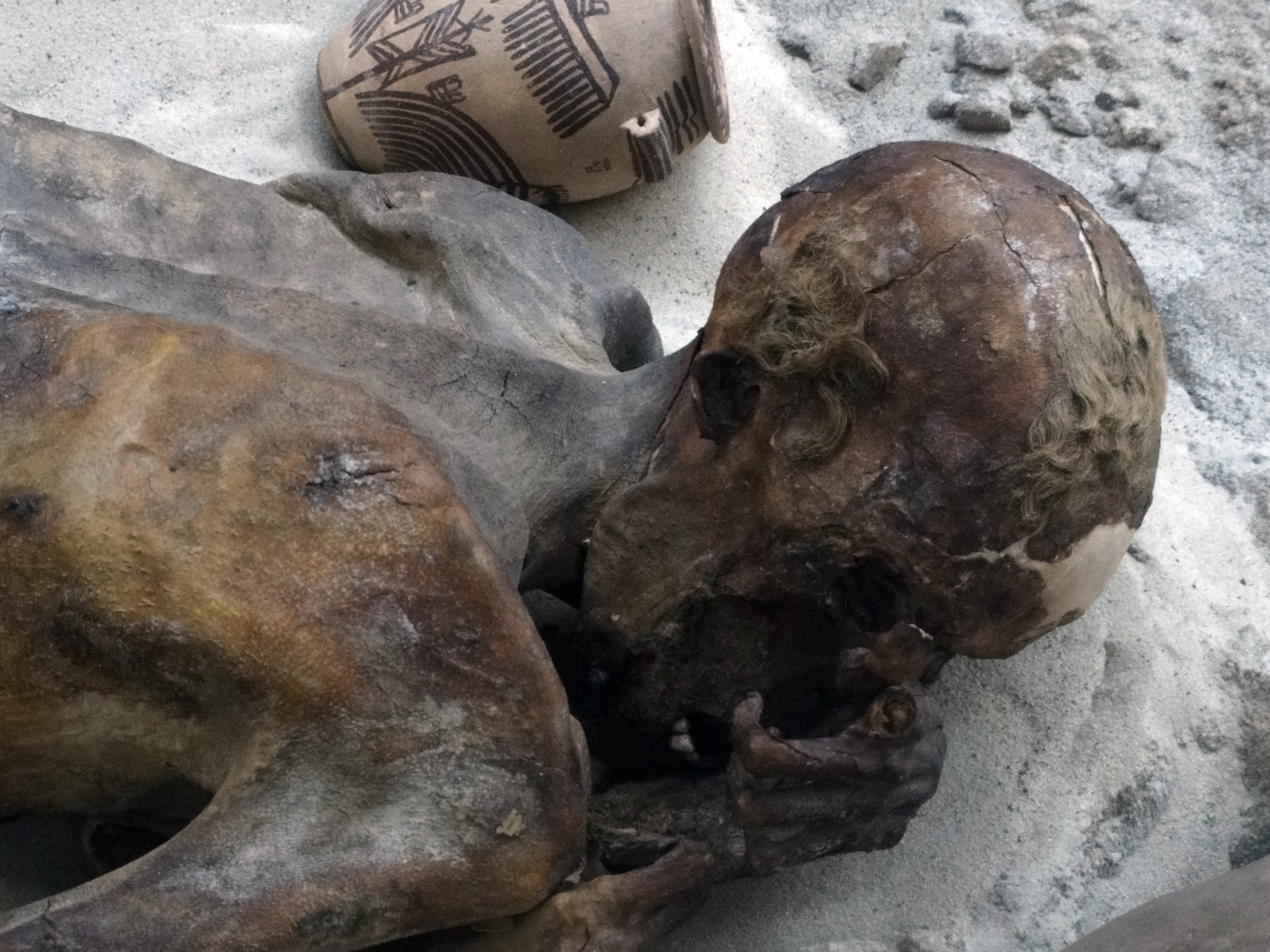
Гебелейнская мумия бадарийской культуры, ок. 3400 год до н. э.

Додинастический период (конец V тыс. — ок. 3100 до н. э.) — последний доисторический период на территории Египта, эпоха окончательного разложения родоплеменных отношений (до сер. V тыс.), складывания социально дифференцированного общества и возникновения первых древнеегипетских рабовладельческих государств (2 пол. IV тыс.). Это также период появления в Египте письменности (самые ранние памятники датируются, может быть, даже ок. 3400 г.). Додинастический период принято делить на два больших подпериода — амратский (Негада I, первый додинастический; 1 пол. IV тыс.) и герзейский (Негада II, второй додинастический; сер. IV тыс. — ок. 3100 до н. э.). Завершает его правление так называемой нулевой династии (Негада III), когда территории Верхнего и Нижнего Египта вплотную подошли к своему объединению (завершённому Нармером).

## Появление в Египте земледелия
В VIII—VII тысячелетии до н. э. на территории зелёной тогда Сахары отчасти в связи с наступающей засухой начался распад афразийской языковой общности, и одна из их ветвей, объединявшая будущих египтян с ливийцами, двинулась на восток. Очевидно, в начале V тысячелетия племена египтян пришли в Египет, где уже проживали какие-то автохтоны, может быть, даже земледельцы, но не знавшие ирригации.
К середине V тысячелетия в Верхнем Египте относятся тасийская и бадарийская энеолитические культуры. Тасийцы были земледельцами-скотоводами, однако основным источником пищи для них оставались охота и рыболовство. Они жили родовыми общинами и, вероятно, первыми начали проводить оросительные работы, самые примитивные. Представители культуры Бадари разводили не только мелкий, но и крупный рогатый скот, урожай хранили в специальных закромах (об этом позволяет судить появление домашней кошки, призванной защитить зерно от грызунов). Появились небольшие каналы, однако охота и рыболовство всё ещё сохраняли значение. Бадарийцы умели плавить медь, поступавшую с Синайского полуострова.
В Нижнем Египте к этому же периоду (V тысячелетие) принадлежит неолитическая Фаюмская культура, земледельческо-скотоводческая. Известна её грубая лепная керамика.
Если начало додинастического периода совпало с неолитическим субплювиалом — относительно влажным климатом, когда территория Сахары была покрыта зеленью, то ближе к его окончанию начинается засушливый климат, продолжающийся до наших дней, сопровождающийся расширением пустыни до её современной территории.

## Первый додинастический период

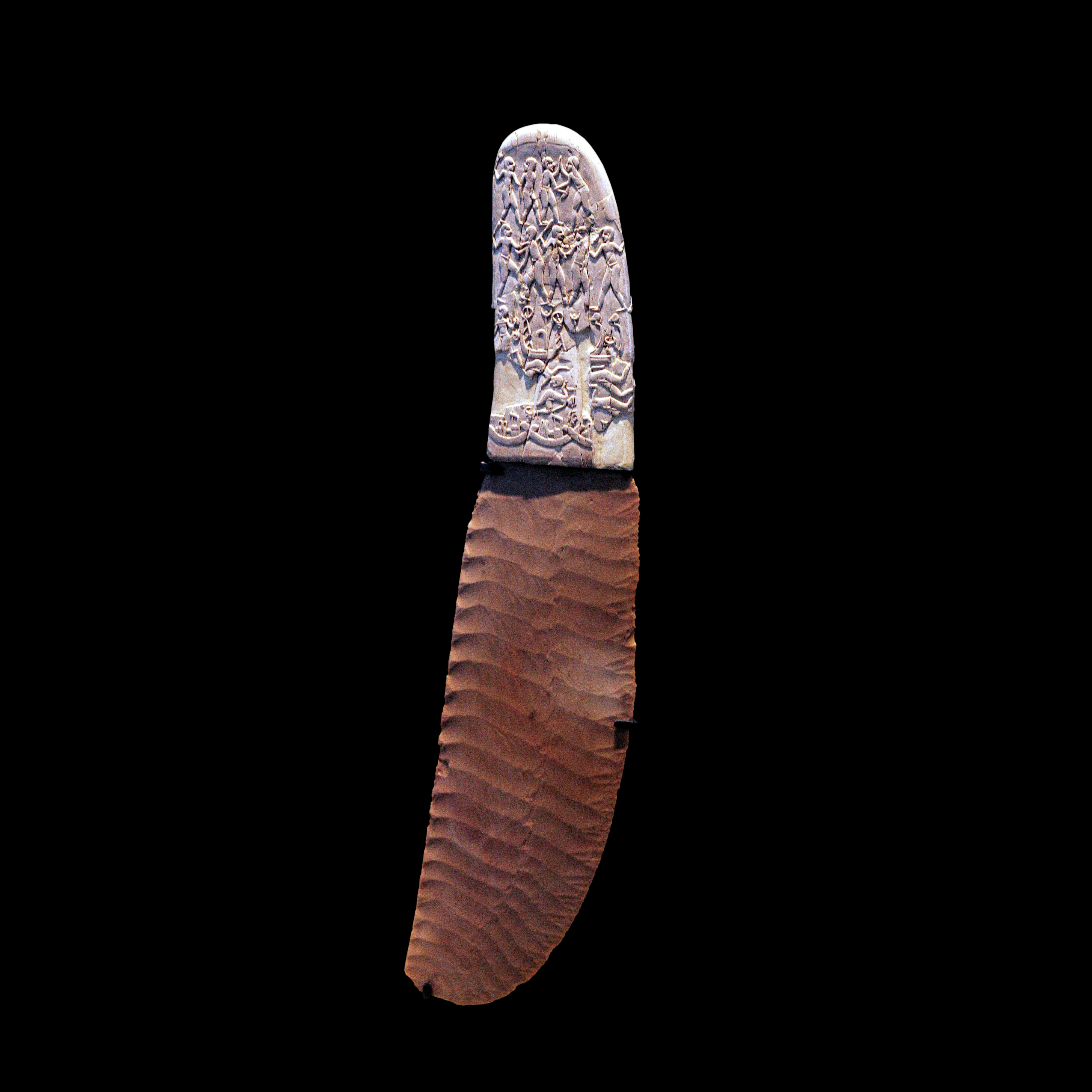
Нож из Гебель эль-Арака, Лувр

На рубеже V и IV тысячелетий до н. э. на смену бадарийской культуре в Верхнем Египте приходит амратская культура (Негада I). Появляются поселения, часто укрепленные стенами, что свидетельствует о все большем развитии ирригационного земледелия, способствовавшего упрочению оседлости египтян. Растет население: могильники этой культуры — крупнее бадарийских. Расширяется номенклатура металлических изделий: появляются медные иголки, булавки, гарпуны и рыболовные крючки, а также первые золотые украшения.
Керамика украшается резными и расписными узорами, символические значки на ней некоторые исследователи трактуют как обозначения собственности (сосуды из одного погребения имеют обыкновенно один и тот же знак). Впрочем, захоронения мало различаются, общество сохраняло ещё относительную социальную однородность.

## Второй додинастический период
В середине IV тысячелетия амратскую культуру сменяет культура Негада II (герзейская культура). Благодаря развитию орошения урожаи становятся все больше. Ремесла отделяются от земледелия, происходит дифференциация общества. Скотоводство окончательно вытесняет охоту (резко сокращается охотничий инвентарь в захоронениях). К этому времени относятся медные топоры, кинжалы, ножи, наконечники стрел, сосуды и туалетные ложечки. Из Азии ввозятся свинец, серебро и афганский лазурит. В Дельте находят множество месопотамских цилиндрических печатей. В структуре общества наблюдается имущественное неравенство, выделение знати, появляются богатые захоронения вождей (особенно замечательна гробница вождя в Иераконполе, украшенная фресками). Появляется институт рабства. Спорным является вопрос о приходе в Египет нового народа (в таком ключе, например, трактовался некоторыми историками нож из Гебель эль-Арака).
Всё больший размах ирригационных работ вместе с усиливающейся социальной дифференциацией привели к созданию государства. Это были небольшие номы — объединения нескольких поселений вокруг одного города, где располагалось святилище главного божества и жил вождь (в период Нового царства в Верхнем Египте существовало 22 нома, в Нижнем — 20). Особенности хозяйственной жизни понуждали номы объединяться. В Верхнем Египте образование единого государства произошло, скорее всего, чуть раньше, чем в Нижнем. Столицей первого был Нехен, столицей второго — Буто. Обусловленное всё теми же потребностями улучшения оросительной системы, объединение их было неизбежным.

## «Нулевая династия» и объединение Египта

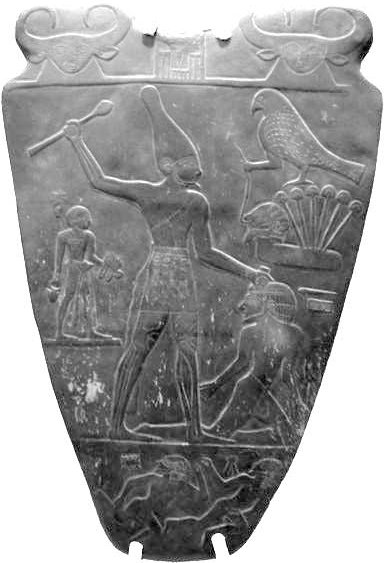
Палетка Нармера

Последние два столетия IV тысячелетия в Египте на смену культуре Негада II пришла Негада III. К этому же периоду относится возникновение самобытной египетской письменности. Наступила эпоха ожесточенной борьбы за власть. Завершилось объединение номов, и север и юг вступили в последнюю войну, которая должна была решить, кто станет царем всей долины Нила от Первого порога вплоть до Дельты (именно такова была историческая территория собственно Египта). Эллинистический египетский историк Манефон пишет, что из этой борьбы победителем вышел в конце концов верхнеегипетский фараон Менес (Мина или Мин), основатель I царской династии. Но нам известны и имена некоторых правителей, живших ещё до него. Их условно объединяют в так называемую Нулевую династию, хотя родственниками они вряд ли были и, скорее всего, враждовали между собою.
Непосредственным предшественником Менеса (впрочем, некоторые ученые отождествляют их) считается Нармер, которому современная наука и приписывает создание единого государства. Делается это на основании найденной в 1898 году в Иераконполе «Палетки Нармера», где один и тот же фараон изображается в коронах и Верхнего, и Нижнего Египта. Нулевая династия известна по гробницам в Абидосском некрополе, уже там при имени фараона пишется серех, а иногда помещается и изображение сокола Гора, что говорит о необычайной древности сложившихся в Египте традиций связывания царя с солнцем и формы записи его имени. Кроме Нармера, известны ещё более десятка правителей этого времени, чтения большинства имен предположительны (как и чтения египетского языка вообще). С объединением страны ок. 3100 года под властью Менеса заканчивается Додинастический период, на смену Нулевой династии приходит Раннее царство.

## Хронология
На сегодняшний день исследователями не определено чётких временных границ для культур и периодов додинастического Египта, в связи с этим в работах разных египтологов могут встречаться несколько различные датировки. Также существуют различия в названиях культур или их фаз, что дополнительно вносит запутанность для неспециалистов в этом вопросе. Учёные занимавшиеся/занимающиеся изучением хронологии культур протоегиптян — Ф. Питри, В. Кайзер, С. Хендрикс, Ф. Раффаэле. 
| Додинастический период и культура Негада. (даны приблизительные временные границы в годах до нашей эры) |                         |             |                            |                            |                     |                     |                     |                     |
| Разделы периода                                                                                         | Культуры периода        | Фазы Негада | В. Кайзер 1957 г., 1990 г. | В. Кайзер 1957 г., 1990 г. | С. Хендрикс 1996 г. | С. Хендрикс 1996 г. | Ф. Раффаэле 2002 г. | Ф. Раффаэле 2002 г. |
| Ранний                                                                                                  | Фаюм А, Бадари и другие | —           | …                          | —                          | …                   | —                   | 5200−3900           | —                   |
| Ранний                                                                                                  | Амратская ранняя        | Ia          | …                          | —                          | …                   | —                   | 3900− …             | —                   |
| Ранний                                                                                                  | Амратская ранняя        | Ib          | …                          | —                          | …                   | —                   | … −3750             | —                   |
| Средний                                                                                                 | Амратская поздняя       | Ic          | …                          | —                          | …                   | —                   | 3750− …             | —                   |
| Средний                                                                                                 | Амратская поздняя       | IIa         | … −3500                    | —                          | … −3500             | —                   | … −3600             | —                   |
| Средний                                                                                                 | Герзейская ранняя       | IIb         | 3500−3400                  | —                          | 3500−3400           | —                   | 3600− …             | —                   |
| Средний                                                                                                 | Герзейская средняя      | IIc         | 3400−3300                  | —                          | 3400−3300           | —                   | … −3400             | 00 дин.             |
| Поздний                                                                                                 | Герзейская поздняя      | IId1        | 3300−3250                  | —                          | 3300−3250           | —                   | 3400− …             | 00 дин.             |
| Поздний                                                                                                 | Герзейская поздняя      | IId2        | 3250− …                    | —                          | 3250−3200           | —                   | … −3300             | 00 дин.             |
| Поздний                                                                                                 | Семанийская             | IIIa1       | … −3200                    | —                          | 3200−3150           | 00−0 дин.           | 3300− …             | 00 дин.             |
| Поздний                                                                                                 | Семанийская             | IIIa2       | 3200−3120                  | 00−0 дин.                  | 3150−3120           | 00−0 дин.           | … −3200             | 00 дин.             |
| Поздний                                                                                                 | Семанийская             | IIIb1       | 3120−3080                  | 00−0 дин.                  | 3120−3050           | 00−0 дин.           | 3200− …             | 0 дин.              |
| Поздний                                                                                                 | Семанийская             | IIIb2       | 3080−3060                  | 00−0 дин.                  | —                   | 00−0 дин.           | … −3090/3060        | 0 дин.              |
| Начало династического периода и культура Негада.                                                        |                         |             |                            |                            |                     |                     |                     |                     |
| Раннединастический                                                                                      | Раннединастический      | IIIc1       | 3060−3020                  | I−II дин.                  | 3050−2950           | I−II дин.           | 3060−3000           | I дин.              |
| Раннединастический                                                                                      | Раннединастический      | IIIc2       | 3020−2950                  | I−II дин.                  | —                   | 3000−2920           |                     | I дин.              |
| Раннединастический                                                                                      | Раннединастический      | IIIc3       | —                          | —                          | —                   | —                   | 2920−2860           | I дин.              |
| Раннединастический                                                                                      | Раннединастический      | IIId        | —                          | —                          | —                   | —                   | 2860−2710           | II дин.             |